# 금동대세지보살좌상
금동대세지보살좌상(金銅大勢至菩薩坐像)은 서울특별시 관악구 호림박물관에 있는 고려시대의 보살상이다. 1990년 9월 20일 대한민국의 보물 제1047호로 지정되었다.

## 개요
지혜로 중생의 어리석음을 없애준다는 대세지보살로 연꽃대좌 위에 앉아 있는 작은 금동상이다. 
머리에는 꽃무늬와 갖가지 보배로 화려하게 장식된 보관(寶冠)을 쓰고 있으며 정수리에는 상투 모양의 머리(육계)가 큼직하게 표현되었다. 보관 정면에 보병이 새겨져 있는데 이는 오른손에 들려있는 경전과 함께 이 보살상이 대세지보살임을 알려준다.
신체에 비해 작은 얼굴에는 은은한 미소를 띠고 있으며 세련된 모습으로 탄탄한 인상을 준다. 신체 또한 매우 탄력적인데 가슴은 양감있게 표현됐으나, 허리와 배는 거의 구별되지 않게 하여 날씬한 모습이다. 자연스럽게 흘러내린 옷자락은 등에 짧은 스카프로 표현되었으며, 가슴까지 바싹 치켜 입은 치마는 정면에서 주름을 지게하여 띠를 매고 있다. 퍼지는 치마를 매기 위해 허리에 또하나의 띠를 묶은 것이 특징적이이며 온몸에 크고 화려한 구슬 장식을 휘감고 있다. 대좌는 연잎이 3겹으로 중첩된 연꽃대좌인데, 연잎은 테두리에 단이진 특징적인 모습이다.
불상의 얼굴표정, 날씬한 허리, 치마의 주름단과 허리띠, 전신의 구슬장식, 연꽃무늬 등을 종합해 보면 14세기 말 내지 15세기 초의 보살상으로 추정된다.

## 참고 자료
- 금동대세지보살좌상 - 국가유산청 국가유산포털